# (5135) Nibutani
(5135) Nibutani es un asteroide perteneciente al cinturón de asteroides, descubierto el 16 de octubre de 1990 por Seiji Ueda y el astrónomo Hiroshi Kaneda desde el Kushiro Marsh Observatory, Hokkaido, Japón.

## Designación y nombre
Designado provisionalmente como 1990 UE. Fue nombrado Nibutani en homenaje al valle sagrado para el pueblo indígena de Ainu, originario de Hokkaido.

## Características orbitales
Nibutani está situado a una distancia media del Sol de 2,239 ua, pudiendo alejarse hasta 2,525 ua y acercarse hasta 1,953 ua. Su excentricidad es 0,127 y la inclinación orbital 3,306 grados. Emplea 1223,76 días en completar una órbita alrededor del Sol.
El próximo acercamiento a la órbita terrestre se producirá el 26 de octubre de 2157.

## Características físicas
La magnitud absoluta de Nibutani es 13,5. Tiene 5 km de diámetro y su albedo se estima en 0,527.